# Wielkie Zjednoczenie Rumunii
Wielkie Zjednoczenie Rumunii (rum. Ziua Marii Uniri) – rumuńskie święto państwowe obchodzone 1 grudnia dla upamiętnienia rezolucji zgromadzenia narodowego Rumunów z Transylwanii, Banatu, Kriszany i Marmaroszu o unii z Rumunią w 1918 roku – tzw. „Wielkiego Zjednoczenia”.
Pierwsze narodowe święto państwowe przypadające na 23 sierpnia ustanowiono rezolucją Nr. 903 Rady Ministrów z 8 sierpnia 1949 roku. 1 sierpnia 1990 roku Parlament ustanowił nowym narodowym świętem państwowym 1 grudnia, przy czym ustawa Nr. 10/1990 nie wnika w znaczenie tego dnia. Uroczystości z okazji Wielkiego Zjednoczenia Rumunii obejmują parady wojskowe i uroczyste wiece w głównych miastach a szczególnie w Bukareszcie i Albie Iulii.